# Мии, Симеон
Симеон Мии (2 июня 1858, Мориока, Япония — 4 января 1940, Токио, Япония) — протопресвитер Православной Российской Церкви, член Поместного Собора 1917 года.

## Биография
Родился в семье самурая, высокопоставленного чиновника, получил имя Митиро.
Учился в княжеской школе (1870).
Крещён в православие с именем Симеон (1873).
Окончил катехизаторскую школу в городе Хакодатэ (1876), Токийскую духовную семинарию (1883) и Киевскую духовную академию со степенью кандидата богословия (1887).
Преподаватель в Токийской духовной семинарии, обвенчан с Хироко Уэмацу (1888).
Иерей, настоятель храма Благовещения Пресвятой Богородицы в городе Киото, редактор журнала «Синкай» (1894).
Преподаватель русского языка на филологическом факультете Киотского императорского университета (1896), организатор постройки нового собора (1898—1903), получил напрестольное Евангелие от отца Иоанна Кронштадтского.
Окормлял русских военнопленных, основал храм в городе Нагоя (1904—1905).
Награждён золотым наперсным крестом, протоиерей (1906).
Ближайший помощник епископа Сергия (Тихомирова), благочинный храмов на островах Киусиу и Сикоку (1908).
Настоятель Воскресенского собора в Токио (1912), миссионер в Корее и Маньчжурии (1913, 1937).
В 1917 году член Поместного Собора Православной Российской Церкви как заместитель епископа Сергия (Тихомирова), участвовал в 1-й сессии, член IX отдела.
В декабре 1917 года вернулся в Токио.
В 1918 году глава Православной Японской церковной миссии в Омске, Харбине и Иркутске «для содействия русско-японскому сближению». В январе 1919 году лично доложил о ситуации в Сибири премьер-министру Японии.
Протопресвитер, возглавлял духовную консисторию до 1923 года, затем восстанавливал собор после землетрясения.
С 1926 года руководитель двухгодичного духовного училища в токийском квартале Суругадай.
Автор книги «Мии Мичиро кайкороку (ико)» (Панданэ, 1982).
В 1936 году отказался принять архиерейское достоинство по причине старческой немощи.
Похоронен на кладбище Сомей в Токио.